# Final Fantasy Tactics A2: Grimoire of the Rift
Final Fantasy Tactics A2 - Grimoire of the Rift (lançado em 24 de Junho de 2008), para a plataforma Nintendo DS, faz parte da série de jogos da linha Final Fantasy todos desenvolvido pela Square Enix, a mesma de Kingdom Hearts e Dragon Quest. O jogo possui uma mecânica de RPG-Estratégia comum à maioria dos jogos da franquia. A história se passa na terra fantástica de Ivalice, um paraíso quase imaginário, onde a magia é comum e clãs duelam pelo domínio de territórios. É uma espécie de continuação de Final Fantasy Tactics Advance, lançado em 2003 para Game Boy Advance. Embora não siga o mesmo enredo de seu predecessor, FFTA2 possui mecânicas de funcionamento similar, com uma grande diversidade de tarefas, eventos e personagens distintos.

## Raças
O jogo apresenta sete raças distintas, cada uma com personalidade e características próprias. Uma das características mais questionadas do jogo é a razão de cada raça possuir um único gênero, macho ou fêmea (o que pode ser comprovado por uma regra do jogo que impede, durante certos dias, que fêmeas (Viera e Gria) sejam atingidas em combate).
Hume: Similares aos humanos, os hume são versáteis e se adaptam bem à maioria das funções. 

Nu Mou: Inteligentes, porém lentos, essa raça tem como característica principal a semelhança com texugos. 

Viera: Viera são como mulheres altas, de corpo moreno, cabelo branco ou verde e orelhas de coelho. Tem ótima visão e agilidade, o que faz delas ótimas arqueiras. 

Moogle: Presentes nos jogos da série desde o terceiro, os Moogles são carismáticos hamsters com asas de morcego e um "pom-pom" vermelho, ligado a cabeça por uma espécie de fio. 

Bangaa: Apesar de não gostarem de ser chamados de lagartos, essa é a definição mais adequada ao que parece ser a raça mais voltada para o combate do jogo.

Seeq: Presente apenas na versão A2, os Seeq são parecidos com os Bangaa, tendo como principal diferença as funções que ele pode exercer. 

Gria: A segunda raça unicamente fêmea do jogo, as Gria também só aparecem na versão A2, e se assemelham à crianças com asas de morcego. Apesar de não serem a única raça alada do jogo, somente as Gria podem realmente voar durante um combate, podendo alcançar diversos níveis de terreno, o que faz dela a raça de maior mobilidade.

## Música
Foi composta por Hitoshi Sakimoto e outros sob o nome Basiscape. Muitas das composições saíram de Final Fantasy Tactics Advance e Final Fantasy XII
Final Fantasy Tactics A2 Original Soundtrack é a trilha-sonora de Final Fantasy Tactics A2. Foi lançada no Japão em 28 de Novembro de 2007.
Lista
| Disco um |  |
| --- |  |
| 1. "Tema Principal" (メインテーマ, Mein Tēma) - 1:49 2. "Words to Spell" (つづられる言葉, Tsuzurareru Kotoba) - 0:54 3. "Vento Verde" (緑の風, Midori no Kaze) - 2:54 4. "Desdobrando o Mapa" (地図を広げて, Chizu o Hirogete) - 1:41 5. "Companheiros que Sobrepujam Suas Raças (種族をこえた仲間たち, Shuzoku o Koeta Nakama-tachi) - 3:25 6. "No Pub" (酒場にて, Sakaba nite) - 2:39 7. "Engajamento" (エンゲージ, Engēji) - 0:09 8. "An Adventurer's Knowledge" (冒険者の心得, Bōkensha no Kokoroe) - 2:24 9. "Seized Victory" (つかんだ勝利, Tsukanda Shōri) - 0:13 10. "Level Up" (レベルアップ, Reberu Appu) - 0:09 11. "Gained Fruit" (勝ち得た果実, Kachieta Kajitsu) - 0:14 12. "Luso" (ルッソ, Russo) - 1:50 13. "Companheiros que se Reúnem" (あつまる仲間, Atsumaru Nakama) - 2:16 14. "Signpost" (道しるべ, Michishirube) - 2:22 15. "Cid" (シド, Shido) - 2:10 16. "The Strange Shop" (不思議なショップ, Fushigi na Shoppu) - 2:08 17. "Adelle" (アデル, Aderu) - 2:21 18. "O Despreparo é Um Grande Inimigo" (油断大敵, Yudan Taiteki) - 2:50 19. "Full-Out Dash!" (全力疾走！, Zenryoku Shissō!) - 3:07 20. "Unconcealed Anxiety" (かくせない不安, Kakusenai Fuan) - 2:38 21. "No Interior da Ilusão" (幻想の中で, Gensō no Naka de) - 2:50 22. "Determinação" (決意, Ketsui) - 2:24 23. "Grand Spell" (大いなる呪文, Ōinaru Jumon) - 2:44 24. "Lurking Shadow" (潜む陰, Hisomu Kage) - 2:54 25. "Tempo Eterno" (悠久の時, Yūkyū no Toki) - 3:30 26. "Além do Wasteland" (荒野のむこう, Kōya no Mukō) - 2:38 27. "Throbbing Heart" (高鳴る心, Takanaru Kokoro) - 3:01 28. "Comparison of Wisdom" (知恵くらべ, Chie Kurabe) - 1:42 29. "Sino da Vitoria" (勝利の鐘, Shōri no Kane) - 0:07 |  |

| Disco dois |  |
| --- |  |
| 1. "Dias Pacíficos" (平和な日々, Heiwa na Hibi) - 3:54 2. "Férias de Verão" (夏休み, Natsuyasumi) - 1:59 3. "Bookmark" (ブックマーク, Bukkumāku) - 1:54 4. "Subindo a Colina" (丘をこえて, Oka o Koete) - 2:41 5. "Helter Skelter" (すたこらさっさ, Sutakora Sassa) - 2:28 6. "Para o Topo" (頂上へ, Chōjō e) - 3:38 7. "Those Who Block the Way" (立ちはだかるもの, Tachihadakaru Mono) - 3:35 8. "Tristeza" (哀しみ, Kanashimi) - 2:27 9. "Piratas Celestes que Vieram do Leste" (東から来た空賊, Higashi kara Kita Kūzoku) - 3:08 10. "Bitter Battle" (苦しい戦い, Kurushii Tatakai) - 4:00 11. "Companheiros Feridos" (傷つく仲間, Kizutsuku Nakama) - 0:09 12. "Sleep of Defeat (敗北の眠り, Haiboku no Nemuri) - 1:35 13. "Premonição do Princípio" (はじまりの予感, Hajimari no Yokan) - 1:31 14. "Aeroporto" (エアポート, Eapōto) - 3:12 15. "Abismo" (深淵, Shin'en) - 3:35 16. "Looming Crisis" (迫り来る危機, Semarikuru Kiki) - 2:31 17. "Grave Mistake" (手痛いミス, Teitai Misu) - 0:09 18. "Réquiem" (レクイエム, Rekuiemu) - 3:09 19. "Conclusão" (終局, Shūkyoku) - 3:02 20. "Frente e Retaguarda" (表と裏, Omote to Ura) - 4:13 21. "Resolução" (決着, Ketchaku) - 3:03 22. "Trevas Aberta" (開かれる闇, Akareru Yami) - 2:33 23. "O Final da Historia" (物語の終わり, Monogatari no Owari) - 3:03 24. "Um Poema para a Jornada" (旅立ちに贈る詩, Tabidachi ni Okuru Shi) - 2:05 25. "Echoes that Tie Worlds Together" (世界をつなぐひびき, Sekai o Tsunagu Hibiki) - 0:43 26. "Histórias Respectivas" (それぞれの物語, Sorezore no Monogatari) - 2:39 27. "Spelled Words" (つづられた言葉, Tsuzurareta Kotoba) - 5:39 |  |